# Foeniculum scoparium
Foeniculum scoparium är en flockblommig växtart som beskrevs av Quezel. Foeniculum scoparium ingår i släktet fänkålsläktet, och familjen flockblommiga växter. Inga underarter finns listade i Catalogue of Life.